# 南沙客运港站
南沙客运港站为广州地铁4号线的南端終點站，位于中國廣東省广州市南沙区港前大道南、商贸南二路和蒲州一路口的地底，近南沙客運港，于2017年12月28日随4号线南延段通车而启用。

## 车站結構

### 車站樓層
本站共有3層，地面為港前大道、蒲州一路、商贸南二路、南沙客运港及附近建築，地下一層為站廳；地下二層為预留15號線月台，以及來往站廳及4號線月台的缓冲平台；地下三层为4号线月台。
| 地下一层 | 站厅                       | 售票機、客服中心、商店、警务室、安检设施 |                            |                            |
| 地下二层 | 缓冲平台（东）             | 来往站厅和 █4号线 站台                   |                            |                            |
|          |                            | 预留 █15号线                             |                            |                            |
|          | 预留岛式站台部分结构       |                                          |                            |                            |
|          |                            | 预留 █15号线                             |                            |                            |
|          | 缓冲平台（西）             | 来往站厅和 █4号线 站台                   |                            |                            |
| 地下三层 | 侧式站台（卫生间、母婴室） | 侧式站台（卫生间、母婴室）               | 侧式站台（卫生间、母婴室） | 侧式站台（卫生间、母婴室） |
|          | 1 站台                     | █4号线 黃村方向（下站：南横）            |                            |                            |
|          | 2 站台                     | █4号线 终点站台                          |                            |                            |
|          | 侧式站台（卫生间、母婴室） |                                          |                            |                            |

### 站厅

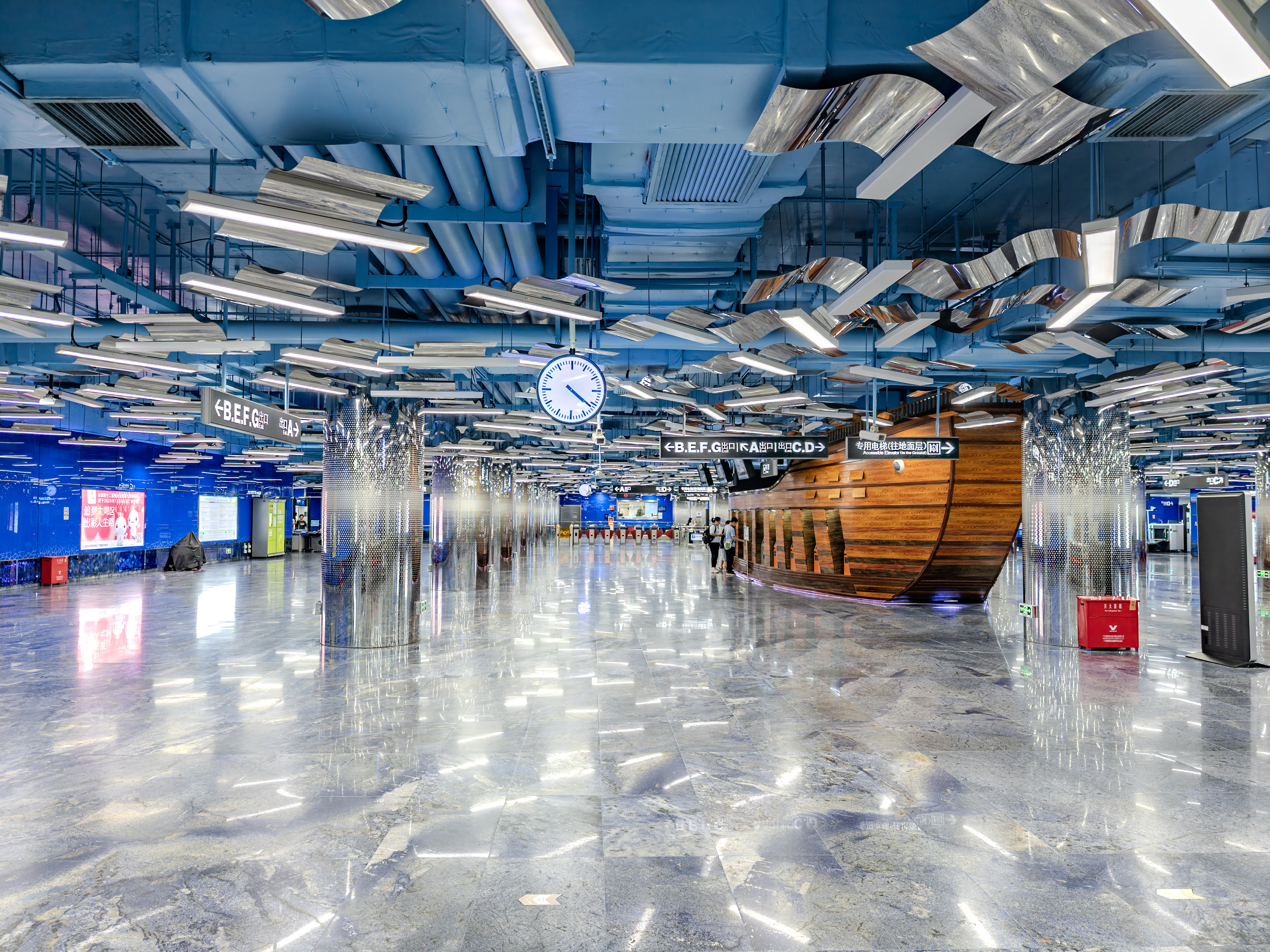
站厅

本站設有售票機、自动售卡/充值机、客務中心等设施。为方便行人进出，站厅东西两端被划分为收费区。同时受预留15号线月台的影响，南北两端的站厅现时則被玻璃板牆封閉，留待15號線建设以进行扩建。
现时乘客从站厅前往4号线月台时，需要下楼至缓冲平台后再下樓到月台层，亦可以通过连通三层的专用电梯从站厅直接前往月台。
值得一提的是，为配合本站的设计理念，商店设计采用流线型透明铺面设计，与一般车站的铺面设计不同。

#### 车站艺术

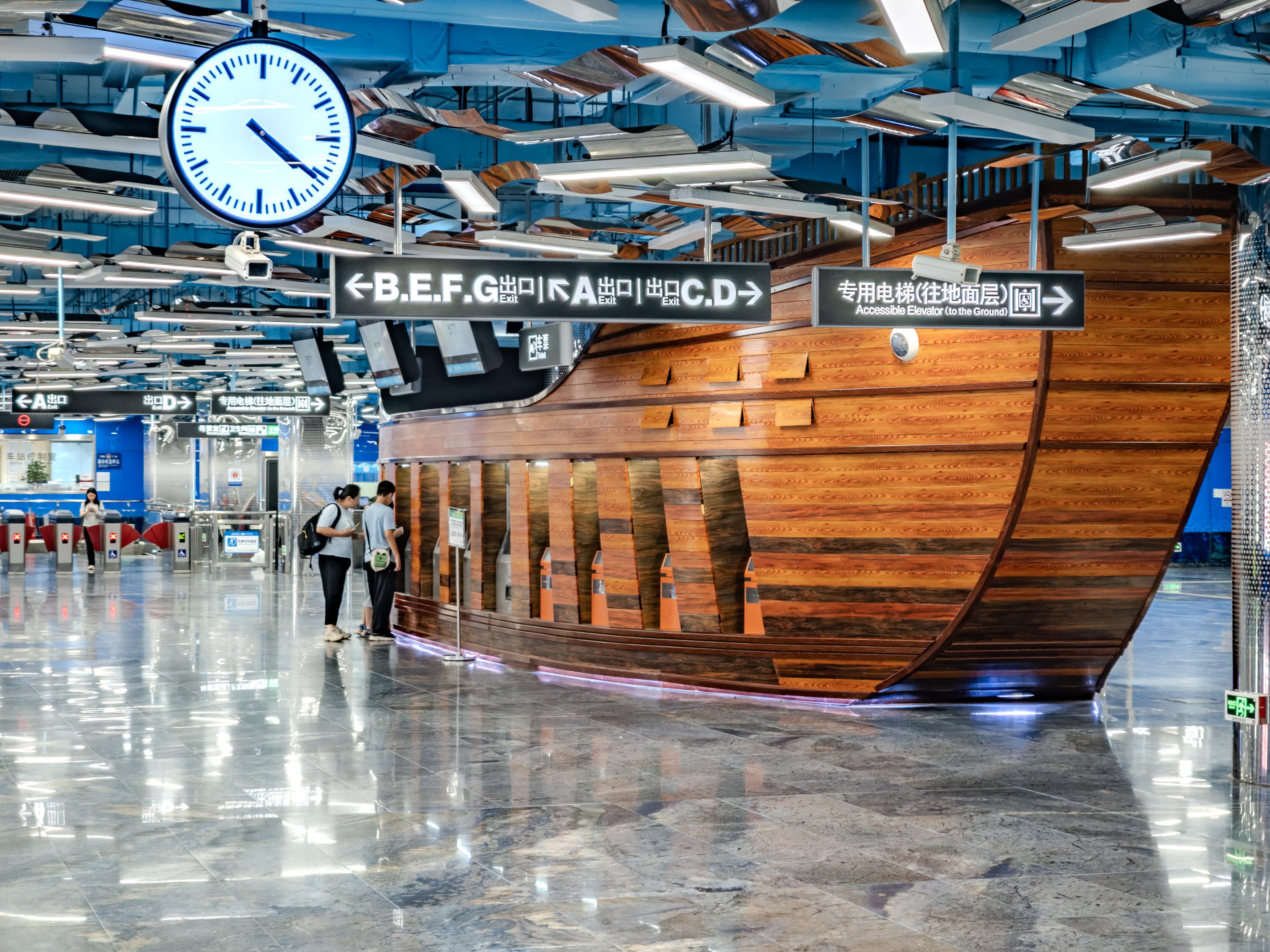
位於站廳中央的「寶船」設計

本站是广州地铁2017年新线开通车站中，其中一座设置“岭南文化”主题站的车站。
本站的车站色系为海蓝色。为了突出本站其“一带一路”的主题设计，柱子采用光亮处理，车站瓷砖也采用独特的艺术石材设计，同时站厅中央的藝術品宝船，以及车站上方采用类似海鸥的灯具设计，使得整个车站具有独特的视觉冲击力。值得一提的是，“宝船”侧身设有多组售票机，是为本站特色。

### 月台
本站4号线设有两个侧式月台，位于商贸南二路地底；同时本站給規劃中的15號線預留有一個島式月台，位於港前大道南地底。
另外，4號線月台东端設有一組交叉渡線，供4號線列車在正常运营时进行站后折返工作；而4号线月台西端同样设有一条渡线供4号线列车进行站前折返工作。由于站後雙存車線岔區由於線路限界的原因，接觸軌有幾個斷口。因此該處上空架設剛性接觸網，在列車所有受電靴都處於接觸軌斷口無法取得電力時，能夠通過降靴升弓從接觸網取電，從而自行恢復動力。
本站4号线两个月台均设有卫生间和母婴室，均设于站台西端。

### 出入口
南沙客运港站共开放7个出入口供乘客进出车站，亦预留地下通道连接南沙国际邮轮母港。
|                                           |                                                       |      |            |                                                                |
| 編號                                      | 设施                                                  | 照片 | 出口指示   | 建議前往的目的地                                               |
| A                                         | 无障碍通道标志 · 扶手电梯标志                         |      | 商贸南二路 | 南沙华师附幼公交车站（东行）、地铁南沙客运港站公交车站（东行） |
| B                                         | 无障碍通道标志 · 扶手电梯标志                         |      | 港前大道南 | 蒲州花园、地铁南沙客运港站公交车站（西行）、南沙湾公交总站     |
| C                                         | 盲道标志 · 升降机标志 · 无障碍通道标志 · 扶手电梯标志 |      | 港前大道南 |                                                                |
| D                                         | 盲道标志 · 无障碍通道标志 · 扶手电梯标志              |      | 商贸南二路 | 南沙华师附幼公交车站（西行）、地铁南沙客运港站公交车站（东行） |
| E                                         | 扶手电梯标志                                          |      | 蒲州一路   |                                                                |
| F                                         | 无障碍通道标志 · 扶手电梯标志                         |      | 蒲州一路   |                                                                |
| G                                         | 无障碍通道标志 · 扶手电梯标志                         |      | 兴沙路     | 南沙客运港、南沙客运港公交车站                                 |
| 註： 設有 \| 設有 \| 設有 \| 設有扶手電梯 |                                                       |      |            |                                                                |

## 接驳交通
本站附近设有南沙客运港、地铁南沙客运港、南沙湾总站及南沙华师附幼等巴士站。同时车站附近的南沙客运港和南沙国际邮轮母港亦方便乘客搭乘客轮。
| 巴士 \| 编号 \| 编号 \| 线路 \| 线路 \| 线路 \| 收费 \| 备注 \| \| ---- \| ------------------ \| -------------------- \| ---- \| ------------------ \| ---- \| --------------------- \| \| \| 南沙3 \| 南沙湾 \| ⇆ \| 黄阁公交总站 \| 2元 \| \| \| \| 南沙5 \| 华润瑞府 \| ⇆ \| 邮轮母港 \| 2元 \| 30分/班 \| \| \| 南沙18 \| 蕉门地铁站（区政府） \| ⇆ \| 南沙湾 \| 2元 \| 15–20分/班 \| \| \| 南沙19 \| 南沙中心医院西门 \| ⇆ \| 南沙湾 \| 2元 \| 15–20分/班 \| \| \| 南沙24 \| 虎门轮渡码头 \| ⇆ \| 横沥地铁站公交总站 \| 2元 \| \| \| \| 南沙53 \| 南沙湾 \| ⇆ \| 南沙儿童公园 \| 2元 \| 15–20分/班 \| \| \| 南沙旅游1 \| 邮轮母港 \| ⇆ \| 十九涌 \| 2元 \| 60分/班 \| \| \| 九王庙接驳线南沙A3 \| 黄山鲁东门 \| ↻ \| 黄山鲁东门 \| 2元 \| 30–60分/班 \| \| ↺ \| 九王庙接驳线南沙A3 \| 黄山鲁东门 \| \| 黄山鲁东门 \| 2元 \| 30–60分/班 \| \| \| 南沙夜5 \| 地铁南沙客运港站 \| ⇆ \| 时代南湾 \| 3元 \| 南沙3路的夜班公交形式 \| 渡輪（南沙客运港） - 南沙客运港 ↔ 香港尖沙咀（柯士甸）中國客運碼頭 - 南沙客运港 ↔ 香港海天客運碼頭 - 南沙客运港 ↔ 澳門外港客運碼頭 |                    |                      |      |                    |      |                       |
| 编号 | 编号               | 线路                 | 线路 | 线路               | 收费 | 备注                  |
| | 南沙3              | 南沙湾               | ⇆    | 黄阁公交总站       | 2元  |                       |
| | 南沙5              | 华润瑞府             | ⇆    | 邮轮母港           | 2元  | 30分/班               |
| | 南沙18             | 蕉门地铁站（区政府） | ⇆    | 南沙湾             | 2元  | 15–20分/班            |
| | 南沙19             | 南沙中心医院西门     | ⇆    | 南沙湾             | 2元  | 15–20分/班            |
| | 南沙24             | 虎门轮渡码头         | ⇆    | 横沥地铁站公交总站 | 2元  |                       |
| | 南沙53             | 南沙湾               | ⇆    | 南沙儿童公园       | 2元  | 15–20分/班            |
| | 南沙旅游1          | 邮轮母港             | ⇆    | 十九涌             | 2元  | 60分/班               |
| | 九王庙接驳线南沙A3 | 黄山鲁东门           | ↻    | 黄山鲁东门         | 2元  | 30–60分/班            |
| ↺ | 九王庙接驳线南沙A3 | 黄山鲁东门           |      | 黄山鲁东门         | 2元  | 30–60分/班            |
| | 南沙夜5            | 地铁南沙客运港站     | ⇆    | 时代南湾           | 3元  | 南沙3路的夜班公交形式 |

## 利用状况
本站附近为南沙客运港，客运港内的渡轮是来往港澳地区的一个交通方式之一。尽管在其邻近的G出入口设有供大件行李检查的安检设施，但由于目前南沙客运港来往香港的班次疏落，同时正在建设中的南沙新邮轮母港于2019年投入使用，因此利用本站前往南沙客运港接驳水上交通的客流不高。
另外，车站南面附近有多所中小学校，以及住宅区；而北面的蒲州高新技术开发园区等办公区，因此吸引了上述地方的乘客乘坐地铁。同时也吸引了虎门大桥北面的住宅区利用巴士接驳至本站乘坐地铁。但目前周边正在开发中，因此本站除工作日平日较为冷清外，其余时间会出现较为可观的出入站客流。
由於车站距离南沙天后宫较近，因此在每年农历三月廿三妈祖文化节，以及农历新年期間，会有来自广州市各地的乘客使用該站前往南沙天后宫拜祭妈祖以祈求平安。
值得一提的是，由于本站与其它新开通的车站设计较为独特，被部分传媒称为「广州最美地铁站」，因此在本站启用初期，吸引了许多来自广州各地的乘客前往本站进行拍照纪念。

## 历史
本站早在2003年规划中，被设置为4号线南沙一端的终点站。由于当初规划4号线经南沙北岸一帶佈置，因此车站位置设于港前大道处，与现时的位置不同。同时也规划与地铁11号线（南沙地铁环线，即如今的15号线）进行换乘。但在2011年规划中，4号线南延段改為沿中部的南沙舊鎮行走后，虽然仍设有本站，但4号线的车站位置则调整为海港大道地底。并在地下二层预留了15号线的岛式月台结构。
2014年4月21日，本站正式开工建设，是4号线南延段工程中最后一个开工的车站。2016年7月25日，本站主体结构正式封顶。
2017年12月28日，随4号线南延段通车而启用。
2021年6月5日，为配合南沙区政府的疫情防控措施和全员核酸检测工作，本站停止对外运营服务；后于当日晚些时候恢复运营，所有出入口调整为只出不入，直至6月7日首班车起恢复。

## 轶事
本站在2019年4月26日举行的首届“最美地铁站评选”参评作品展览中，获得“十大最美地铁站”、 “最受公众欢迎的地铁站”、“最佳主题奖”称号。

## 未来发展

### 15號線
15號線將於南沙客運港站設站，與4號線換乘。南沙客運港站在建设之时同时预留了一组島式月台供15號線使用，预计15号线開通後，地下二層的預留站台亦會啟用。

### 22號線
根據《南沙综合交通枢纽规划（2020-2035年）》，22號線南延段將設南沙客運港站。但22號線南延段屬於規劃線路，尚無法確定22號線在此處設站的具體位置和換乘方式。